# 2/3
2/3（3分の2、さんぶんのに）は、0 と 1 の間にある有理数の一つである。

## 数学的性質
- 2/3 は 2÷3 に等しい。
- 2/3 は、素因数に3が含まれているN進法であれば有限小数になる。 
  - 2/3 = 0.1010…(2) = 0.2(3) = 0.4(6) = 0.5252…(8) = 0.6(9) = 0.6666…(10) = 0.8(12) = 0.A(15) = 0.AAAA…(16) = 0.C(18) = 0.D6D6…(20) になる。(下線部は循環節)
- {\displaystyle \int {\sqrt {x}}\,dx={\frac {2}{3}}\,x^{\frac {3}{2}}+C}（C は積分定数）

## その他2/3に関すること
- 中国数学および和算では、2/3 を大半または太半と呼ぶ。
- 割合では、2/3 は「大多数」という意味を持つ場合がある。
- 日本国憲法では
  - 第55条で「議員の議席を失わせるには、出席議員の三分の二以上の多数による議決を必要とする。」
  - 第57条で「出席議員の三分の二以上の多数で議決したときは、秘密会を開くことができる。」
  - 第58条で「議員を除名するには、出席議員の三分の二以上の多数による議決を必要とする。」
  - 第59条で「衆議院で可決し、参議院でこれと異なった議決をした法律案は、衆議院で出席議員の三分の二以上の多数で再び可決したときは、法律となる。」
  - 第96条で「この憲法の改正は、各議院の総議員の三分の二以上の賛成で、国会が、これを発議し、国民に提案してその承認を経なければならない。」

とそれぞれ規定している。
- 野球で投球回 2⁄3 とは、「2アウトを取った」という意味である。
- 電撃G's magazine連載中の読者参加企画の略称。「2/3 アイノキョウカイセン」を参照。
- 聖書においては旧約聖書のゼカリヤ書に"三分の二"という表現がある。
「この地のどこでもこうなる、と主は言われる。三分の二は死に絶え、三分の一が残る。」(ゼカリヤ書 13章 8節)
- アルキメデスは球の体積と表面積は高さと直径が同じ円柱の 2/3 となることを示した。
- 古代エジプトのヒエログリフでは、一般に分数は基本的に単位分数の和で表されていたが（エジプト式分数、2/5を1/3＋1/15とする類）、例外として 2/3 のみ単位分数でないが独自のグリフを持っており、これを項として用いた表示をすることもあった（7/10を2/3＋1/30とする類）。

## 符号位置
| 記号 | Unicode | JIS X 0213 | 文字参照         | 名称   |
| ---- | ------- | ---------- | ---------------- | ------ |
| ⅔    | U+2154  | 1-7-89     | &#x2154; &#8532; | 3分の2 |